# Kholmogory
Kholmogory (en russe : Холмого́ры, se prononce aussi Хо́лмогоры) est un village et centre administratif de la municipalité de Kholmogory et du raïon de Kholmogory dans l'oblast d'Arkhangelsk, en Russie. Situé sur la rive gauche de la Dvina septentrionale, le village se situe dans le pays de la Dvina. Il est possible qu'elle ait été avant la colonisation russe du territoire la capitale de la Biarmie. Sa population était de 4 592 en 2002.

## Géographie
Iemetsk est située dans le nord de l'oblast d'Arkhangelsk, un sujet de Russie européenne qui fait partie du district fédéral du Nord-Ouest. La localité est le chef-lieu de l'établissement rural de Kholmogory, une municipalité , dans le raïon de Kholmogory, un des raïons de l'oblast, dont il est le centre administratif. Le village se situe sur la rive gauche de la Dvina septentrionale, à 75 km au sud-est d'Arkhangelsk.
Iemetsk, comme tout l'oblast d'Arkhangelsk, est située dans le fuseau horaire MSK (heure de Moscou). Le décalage horaire appliqué par rapport au temps universel coordonné est +03:00. 

## Histoire

### Période pré-slave
Les terres de la région, alors connue sous le nom de Biarmie et de pays d'Outre-passe, étaient habitées à l'origine par une population finno-ougrienne (son nom dérive d'ailleurs du finnois Kalmomäki « cimetière »), les Tchoudes. La Biarmie s'étendait probablement sur les rives de la péninsule de Kola, les rives de la mer Blanche et les rives de la Dvina septentrionale. Le lieu de Kholmogory était avant la colonisation slave l'une des plus grandes colonies Tchoudes, et la capitale commerciale de la Biarmie, pays nommée dans les sagas scandinaves.

### Moyen Âge slave
Aux Xe et XIe siècles, les tribus slaves colonisèrent la région, notammant les Novgorodiens, qui batisèrent les Tchoudes et installèrent leur administration. La première mention d'un peuplement sur le site remonte à 1138 dans les Chroniques de Novgorod. À cette époque, la république de Novgorod menait une politique active de développement des territoires entourant la mer Blanche, territoires riches en poissons et en fourrures. Kholmogory devint pour les siècles à venir la plus importante place marchande de l'extrême nord de la Russie. Les Pomors firent de Kholmogory un endroit pour construire leurs bateaux spéciaux, qui pouvaient naviguer dans les eaux glacées et entreprendre de longues expéditions, au-delà des mers Blanches et de Barents, vers la Sibérie du Nord et le Trans-Oural.
En 1328, Kholmogory est pour la première fois referrée comme une ville, dotée ainsi des droits de cité, dans un document moscovite du prince Ivan Ier Kalita.

### Période moderne

#### Place commerciale du Nord russe
Dès la moitié du XVe siècle, la ville commençat à croître comme un centre économique important avec l'Europe. Cette croissance commença en 1553 lorsque le marchand britannique Richard Chancellor et ses trois bateaux s'arrêtèrent à Kholmogory, alors que ce dernier souhaitait trouver un passage maritime vers la Chine. Après une rencontre à Moscou avec Ivan IV, la Russie s'ouvrit au commerce avec l'Angleterre. Cet établissement des liens commerciaux mena l'année suivante à la fondation de la Compagnie de Moscovie, qui fit de Kholmogory le centre de son négoce de fourrures. La ville recevait des bateaux pendant la période libre de glace d'avril à Novembre par l'estuaire de la Dvina septentrionale, et commerçait avec la Norvège, l'Angleterre, la Hollande et la Suède.  
Mais au XVIIe siècle, Kholmogory qui était devenue la « fenêtre sur l’Europe » pour le Tsarat russe ne convenait plus comme port de commerce, même s'il en était le principal. Les grands navires ne pouvaient pas naviguer les eaux peu profondes, la ville se tenait à une centaine de kilomètres de l'embouchure de la Dvina septentrionale, et le commerce connaissait un développement important. Ainsi fut fondée en 1584 la ville de Novo-Kholmogory.  
La ville fut assiégée en vain par les Suédois en 1613 pendant l'Interrègne. Il était protégé par le Kremlin de Kholmogory. En 1671, le premier chantier naval russe fut établi à Vavtchouga, à une dizaine de kilomètres de la ville, et cela fut suivi à Kholmogory par la construction d'usines et d'ateliers. Mais à la fin du XVIIe siècle le centre de commerce changea graduellement vers Arkhangelsk, le développement économique de celle-ci, qui avait été initié par Pierre le Grand, fit décliner le commerce à Kholmogory,,. 

#### À l'arrière-plan d'Arkhangelsk
Toutefois, la ville de Kholmogory garda son importance traditionnelle comme capitale du Nord russe. En 1682, l'éparchie de Kolmogory-Vaga fut fondée, avec comme première évêque Athanase de Kholmogory. Cette année-là, au moment de l'arrivée d'Athanase de Kholmogory, une cathédrale fut consacrée : reposant sur six piliers, elle était la plus vaste de la région : la Cathédrale de la Transfiguration-du-Sauveur. C'est dans le clocher de cette cathédrale qu'Athanase établit en 1692 le premier observatoire astronomique de Russie. L'observatoire contenait des télescopes, astrolabes et sextants, et Athanase lui-même réalisa un certain nombre d'observations astronomiques, ce qui fait de lui le premier astronome de Russie. Athanase œuvra aussi pour renforcer les capacités de défense de la région face aux potentiels envahisseurs. En 1693, la ville et son évêque accueillirent par trois fois Pierre Ier le Grand.
Durant les XVIIe et XVIIIe siècles, l'endroit servit de lieu d'exil, en particulier pour la régente Anna Leopoldovna et ses enfants, dont Ivan VI, qui y furent enfermées sous ordre de Catherine II après le coup d'État de celle-ci contre Ivan VI.
En 1720, l'empereur Pierre le Grand fonda à Kholmogory l'École de Mathématiques et de Navigation, devant formant les cadres pour la marine russe. Encore aujourd'hui, cette école qui fut si importante pour la ville est reflétée dans les armoires de la ville avec le sextant.
En 1781, par décret de Catherine II, la première école nautique du pays fut établie. L'École devait former les futurs navigateurs pour la flotte marchande russe. L'école, gratuite, pouvait être fréquentée dès dix ans par toutes les couhes de la population, avec des avantages pour les classes inférieures et les orphelins. L'école fut par la suite déplacée à Arkhangelsk en 1786.

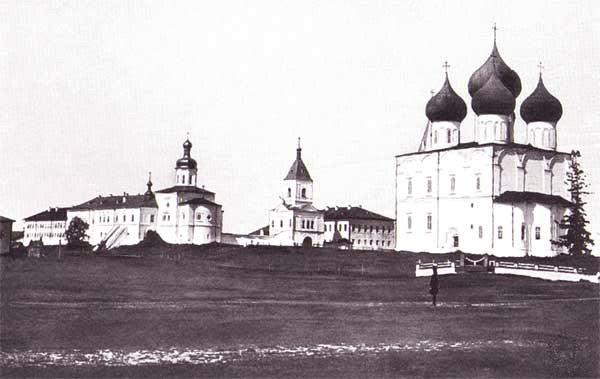
La cathédrale au XIXe siècle.

### Période soviétique
En 1919 la Tchéka établit un certain nombre de camps de travaux forcés dans le Gouvernement d'Arkhangelsk et notamment à Kholmogory, à Pertominsk et à Solovki. Ce sont des emplacements d'anciens monastères dont les biens vont être confisqués.
En 1921, ces camps reçoivent la dénomination de Camps du nord à destination spéciale  ou SLON. Selon Varlam Chalamov Kholmogory est le premier camp de concentration soviétique ouvert en 1924. On y avait parqué les marins de la révolte de Kronstadt. Moscou dut y envoyer des troupes pour encercler le camp qui se révoltait. Le commandant du camp se suicida et les marins furent envoyés à Solovki. La traductrice du roman de Chalamov, Vichera, Sophie Benech signale en note que la date de création serait antérieure à 1924 mais incertaine. Le camp a laissé un souvenir particulièrement terrible de la sauvagerie de la guerre civile. On parle d'exécution de masse.
La ville de Kholmogory, qui avait été largement dépassée par Arkhangelsk, fut retrogradée par les autorités soviétiques au rang de village en 1925.
La cathédrale de la Transfiguration-du-Sauveur fut partiellement détruite par les Soviétiques dans les années 1930.

## Économie
Kholmogory est un centre d'élevage de bovins, avec la race bovine du même nom, développée au XVIIIe et XIXe siècles par des croisements entre des Holstein-Frisonnes et des bovins locaux, ce qui permit un meilleur rendement et des vaches adaptées au climat froid de la région.
La route fédérale M8, nommée route de Kholmogory en l'honneur du village, qui relie Moscou vers le sud à Arkhangelsk en direction du nord-ouest, passe près du village.

## Culture locale et patrimoine

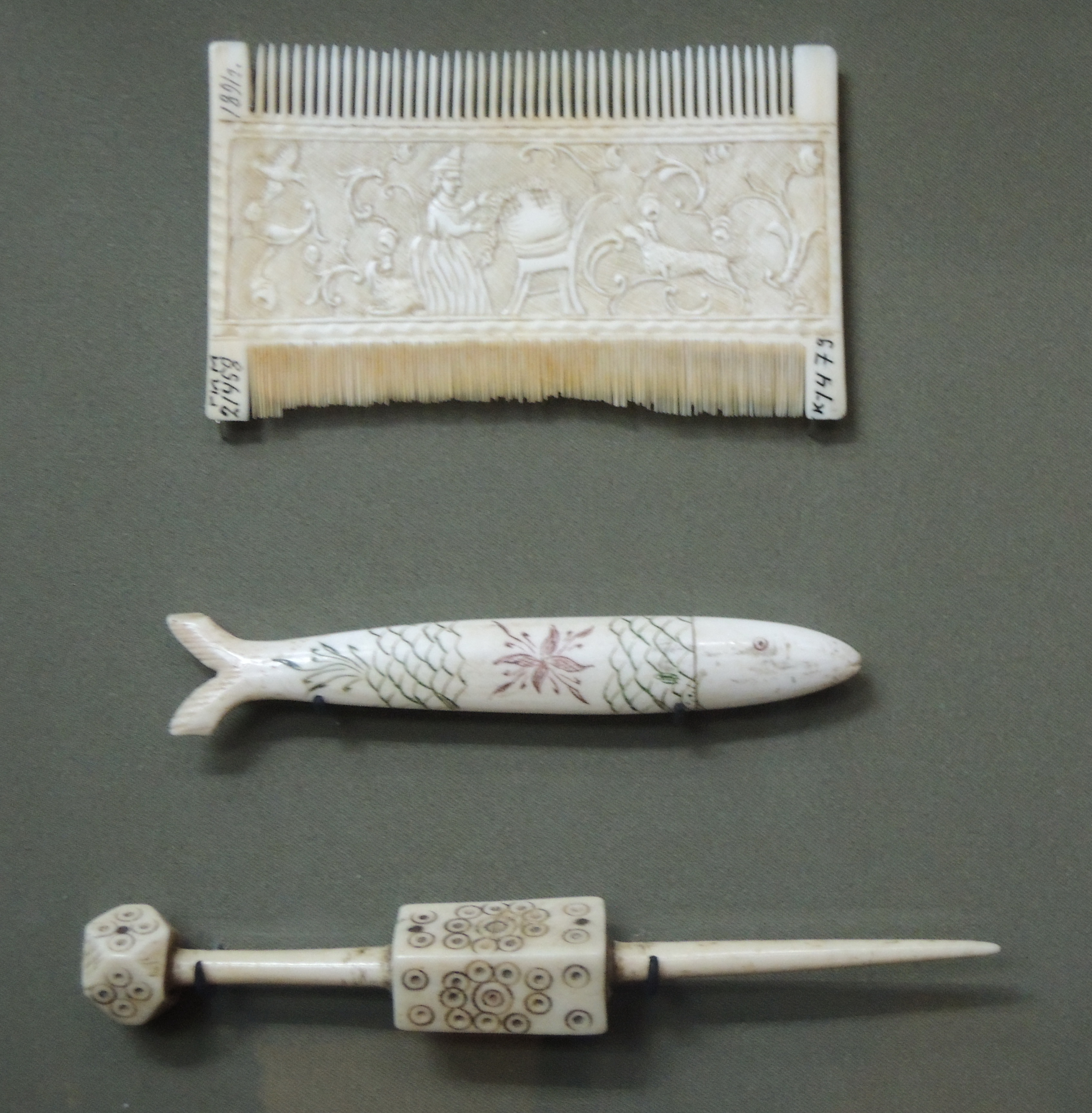
Objets de scultpture sur os de Kholmogory.

La ville développa sous le tsarat de Russie un artisanat de la sculpture sur os, ce qui contribua à la réputation de la ville. Fortement réputée pendant le règne d'Alexis Ier, Pierre le Grand donna un nouvel élan à l'artisanat en établissant la vente des produits artisanaux à Saint-Pétersbourg.